# The Grass Is Greener
The Grass is Greener – wyłącznie amerykański album grupy Colosseum nagrany latem i zimą 1969 r. i wydany w 1970 r.

## Historia i charakter albumu
Ponieważ pierwszy album Colosseum Those Who Are About to Die Salute You został wydany w USA w zmienionej formie w stosunku do brytyjskiego oryginału, drugi amerykański album grupy musiał także ulec zmianom. Dlatego The Grass Is Greener zawiera utwory z sesji do obydwu albumów, w tym nawet "Elegy", na której wokalistą był jeszcze James Litherland. Oprócz opublikowanych wcześniej utworów płyta ta prezentowała także kompozycje dotąd niewydane. Są to "Bolero", "Jumping Off the Sun" i "The Grass Is Greener". Mimo tego składanego charakteru, album jest bardzo spójny i na wysokim poziomie. Jest popisem gry na gitarze Clema Clempsona. Styl albumu jest taki sam jak dwu poprzednich: blues rock, jazz rock i barok rock.

## Muzycy
- Clem Clempson – gitara, śpiew
- Dave Greenslade – organy, pianino, wibrafon
- Dick Heckstall-Smith – saksofony
- Tony Reeves – gitara basowa, śpiew
- Jon Hiseman – perkusja
- James Litherland – śpiew (tylko 3)
- Chris Farlowe – śpiew (tylko na bonusie)

## Spis utworów
Strona 1utwory 1 – 4
Strona 2utwory 5 – 8
| 1. | Jumping Off the Sun (Taylor/Tomlin)                        | 3:00  |
|    |                                                            |       |
| 2. | Lost Angeles (Greenslade/Heckstall-Smith)                  | 5:30  |
|    |                                                            |       |
| 3. | Elegy (Litherland)                                         | 3:26  |
|    |                                                            |       |
| 4. | Butty's Blues (Litherland)                                 | 6:45  |
|    |                                                            |       |
| 5. | Rope Ladder to the Moon (Jack Bruce/Pete Brown)            | 3:42  |
|    |                                                            |       |
| 6. | Bolero (Maurice Ravel)                                     | 5:28  |
|    |                                                            |       |
| 7. | The Machine Demands a Sacrifice (Litherland/Hiseman/Brown) | 2:48  |
|    |                                                            |       |
| 8. | The Grass Is Greener (Heckstall-Smith/Hiseman)             | 7:31  |
|    |                                                            |       |
| 9. | Lost Angeles (Greenslade/Heckstall-Smith)                  | 15:46 |
|    | - bonus na CD wydanym w roku 2011[2].                      |       |
|    |                                                            | 53:56 |
|    |                                                            |       |

## Opis płyty
- Producent – Tony Reeves i Gerry Bron dla Hit Record Productions
- Nagrania – lato–zima 1969 r.
- Wydanie – 1969
- Czas – 38 min. 10 sek.
- Firma nagraniowa – Dunhill (USA)
- Numer katalogowy – DS 50079

W roku 2011 wydano CD zawierające dodatkowy utwór Lost Angeles z Chrisem Farlowe - vocal. Nagrania zostały dodane w 2002 roku, jako dodatkowe CD do podwójnej płyty Valentyne Suite.